# Muhammad Bashir
Pour les articles homonymes, voir Bashir.
Muhammad Bashir est un lutteur pakistanais né le 10 mars 1935 à Lahore
et mort le 24 juin 2001 dans la même ville.

## Palmarès

### Jeux olympiques
- Médaille de bronze en lutte libre dans la catégorie des moins de 73 kg en 1960 à Rome

### Jeux du Commonwealth
- Médaille d'or en lutte libre dans la catégorie des moins de 78 kg en 1966 à Kingston
- Médaille d'or en lutte libre dans la catégorie des moins de 78 kg en 1962 à Perth
- Médaille d'or en lutte libre dans la catégorie des moins de 73 kg en 1958 à Cardiff

### Jeux asiatiques
- Médaille d'or en lutte libre dans la catégorie des moins de 78 kg en 1966 à Bangkok
- Médaille d'argent en lutte libre dans la catégorie des moins de 78 kg en 1962 à Jakarta
- Médaille d'argent en lutte gréco-romaine dans la catégorie des moins de 78 kg en 1962 à Jakarta
- Médaille de bronze en lutte libre dans la catégorie des moins de 73 kg en 1958 à Tokyo